# 阿里耀卿
阿里耀卿，又作里耀卿、李耀卿，元朝散曲家，回回人。
阿里耀卿先世本西域人。长年隐居松江（今上海松江区），曾为翰林学士，一说集贤院学士。擅作曲，以散曲闻名，作品意境深邃，生动传神。其作品大多佚失，仅有《太平乐府》录其小令一首《正宫·醉太平》（朱题）传世。《太和正音谱》 列其于“词林英杰”一百五十人之中。其子音乐演奏家阿里西瑛。